# Мидланд (Охајо)
Мидланд (енгл. Midland) град је у америчкој савезној држави Охајо.

## Демографија
По попису из 2010. године број становника је 315, што је 50 (18,9%) становника више него 2000. године.
| Група             | 2000.       | 2010.       |
| Белци             | 255 (96,2%) | 303 (96,2%) |
| Афроамериканци    | 0 (0,0%)    | 3 (1,0%)    |
| Азијати           | 0 (0,0%)    | 0 (0,0%)    |
| Хиспаноамериканци | 6 (2,3%)    | 0 (0,0%)    |
| Укупно            | 265         | 315         |